# 田苓
田苓（?—?），《史记·韩世家》作陈筮，《史记集解》作陈筌，《史记索隐》作陈荃、引《战国策》为田荼，战国时期韩国大臣。
赵国、魏国攻打华阳，韩国求救于秦国，秦国没有出兵相救。韩相国公仲对田苓表示事急，请他走一趟。田苓见穰侯，穰侯说：“韩国危急吗，为什么派田公来？”田苓说：“不急。”穰侯大怒：“那为什么让你当韩王的使者？使者接连不断，告知韩国危急，你说不急，为什么？”田苓说：“韩国危急，则将归附赵国、魏国了。”穰侯说：“田公不用见秦王了，臣请令发兵救韩国。”八日之内，秦国武安君白起及客卿胡阳率军救韩，于华阳之下大败赵、魏联军。